# John Sheffield
John Sheffield (8 septembre 1647 – 24 février 1721), 1er duc de Buckingham et Normanby, est un homme politique et un poète britannique. 

## Biographie
Il est le seul fils d'Edmund Sheffield (1611-1658), 2e comte de Mulgrave, et de Elizabeth Cranfield (1607/8-1672), fille de Lionel Cranfield, 1er comte de Middlesex. Il succède à son père en 1658, à la mort de ce dernier. À 18 ans, il s'engage dans la marine et combat lors de la deuxième guerre anglo-néerlandaise, puis à la bataille de Solebay. En 1673, il reçoit le commandement d'un navire, et est fait chevalier de la Jarretière en 1674. En 1680, il prend la tête d'une expédition contre Tanger.
Jacques II lui donne un siège au Conseil privé et le fait Lord Chambellan. Fidèle soutien de ce roi, il approuve néanmoins la « Glorieuse Révolution », et est fait marquis de Normanby en 1694. En 1696, il doit quitter le Conseil privé par suite de son refus de reconnaître Guillaume III d'Orange-Nassau comme roi légitime.
À l'accession au trône de la reine Anne, de laquelle il est un des favoris, il est nommé Lord du Sceau Privé, et fait duc de Buckingham et Normanby en 1703.
Appartenant au parti Tory, il est privé de son office de Lord du Sceau Privé lorsque les Whigs sont au pouvoir entre 1705 et 1710, mais il est fait Lord-intendant en 1710, puis Lord Président du Conseil en 1711.
Il se retire de la cour à l'avènement de George Ier, et ne s'occupe plus que de littérature. Il meurt en 1721 dans sa maison de St James's Park, située à l'emplacement actuel du palais de Buckingham.

## Œuvres
Buckingham, connu aussi sous le nom de Lord Mulgrave, est l'auteur de plusieurs essais et poèmes, entre autres :
- An Account of the Revolution
- Essay on Poetry
- Essay on Satire.

Ses œuvres furent éditées en 1723, sous la supervision d'Alexander Pope.